# Radomir (Pernik)
Pour les articles homonymes, voir Radomir.
Radomir (en bulgare : Радомир) est une ville et une municipalité de Bulgarie située dans l'oblast de Pernik. En 2008, la ville comptait 15 459 habitants.

## Histoire
En 1918, la Bulgarie était dirigée par le roi Ferdinand Ier. Sous son règne, Alexandre Stambolijski avait été emprisonné pour s'être opposé à la participation de la Bulgarie aux guerres balkaniques et à l'alliance du pays avec les Empires centraux au cours de la Première Guerre mondiale. Quand, en septembre 1918, les Alliés entrèrent en Bulgarie, Ferdinand accepta de relâcher Stambolijski à condition qu'il l'aide à rétablir l'ordre dans le pays. En revanche, Stamboliyski rejoignit les rebelles et c'est à Radomir qu'il proclama la République. Ses partisans lancèrent une attaque contre Sofia. La rébellion de Radomir fut arrêtée quand ses forces militaires furent battues par les tsaristes macédoniens et allemands. À la fin du mois, la Bulgarie dut cependant signer l'armistice avec les Alliés.

## Municipalité
Radomir est le chef-lieu de la municipalité de Radomir (en bulgare : Община Радомир), qui fait elle-même partie de l'oblast de Pernik (Област Перник). En 2005, la municipalité comptait 22 964 habitants. Elle inclut les 32 localités suivantes :
| Baïkalsko (Байкалско) · Belanitsa (Беланица) · Boboratsi (Бобораци) · Bornarevo (Борнарево) · Debeli lag (Дебели лаг) · Dolna Dikanya (Долна Диканя) · Dolni Rakovets (Долни Раковец) · Dragomirovo (Драгомирово) · Dren (Дрен) · Drougan (Друган) · Galabnik (Гълъбник) · Gorna Dikanya (Горна Диканя) · Izvor (Извор) · Jedna (Жедна) · Jitoucha (Житуша) · Kasilag (Касилаг) · Klenovik (Кленовик) · Kocharite (Кошарите) · Kondofreï (Кондофрей) · Kopanitsa (Копаница) · Negovantsi (Негованци) · Nikolaevo (Николаево) · Ouglyartsi (Углярци) · Potsarnentsi (Поцърненци) · Priboï (Прибой) · Radiboch (Радибош) · Radomir (Радомир) · Staro selo (Старо село) · Stefanovo (Стефаново) · Tchervena mogila (Червена могила) · Tchoukovets (Чуковец) · Vladimir (Владимир) |

## Tourisme
Le village de Baïkalsko (en bulgare : Байкалско) est situé au sein d'un espace naturel préservé. L'église Sveta Bogoroditsa, partiellement détruite et reconstruite au XIXe siècle, a été récemment restaurée et. Il offre des possibilités d'excursion sur les monts Konyavo et se trouve à proximité du marais Choklyovo (en bulgare : Чокльово блато), protégé en raison notamment des espèces d'oiseaux qu'il abrite.

## Galerie

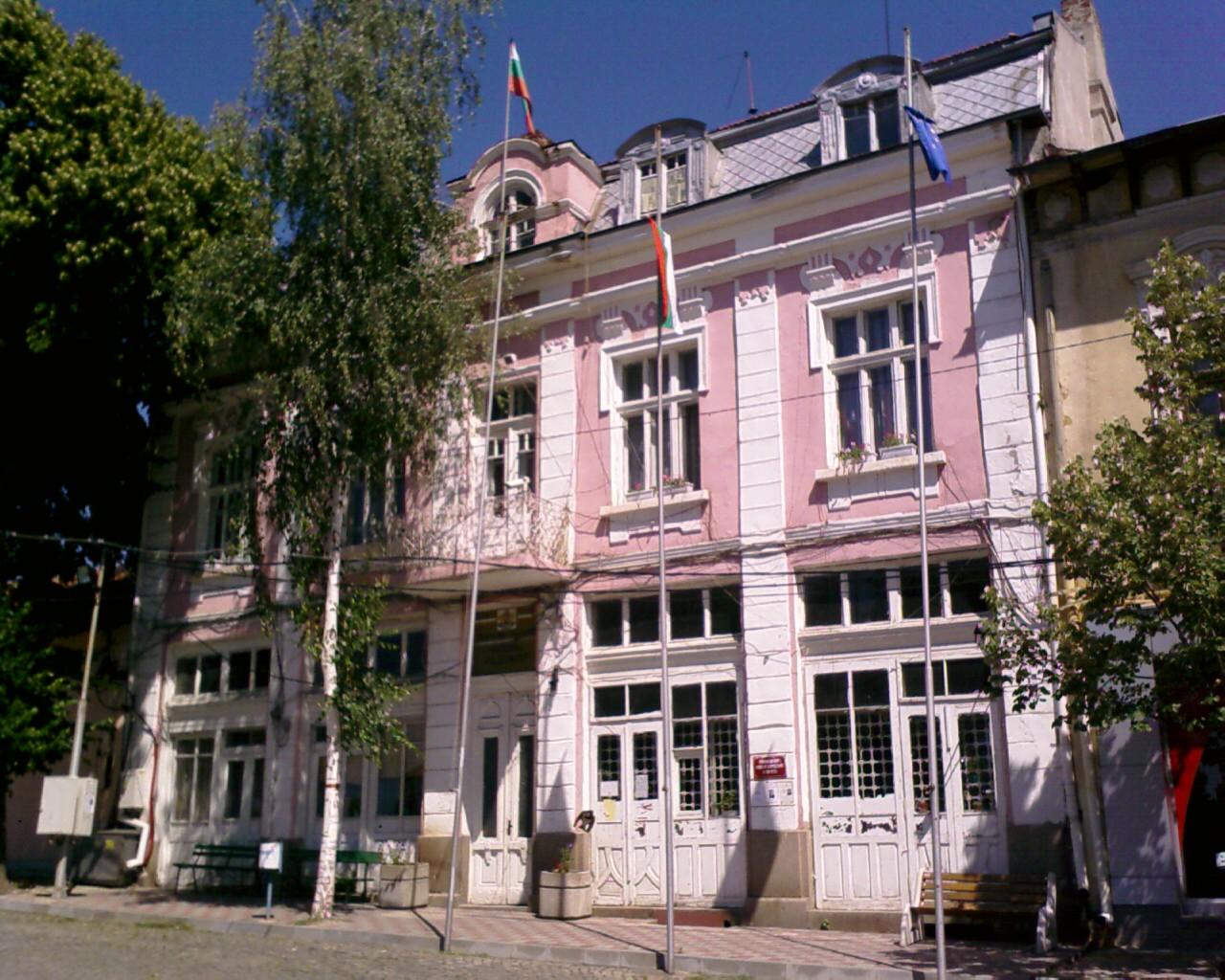
Le bâtiment de la municipalité de Radomir
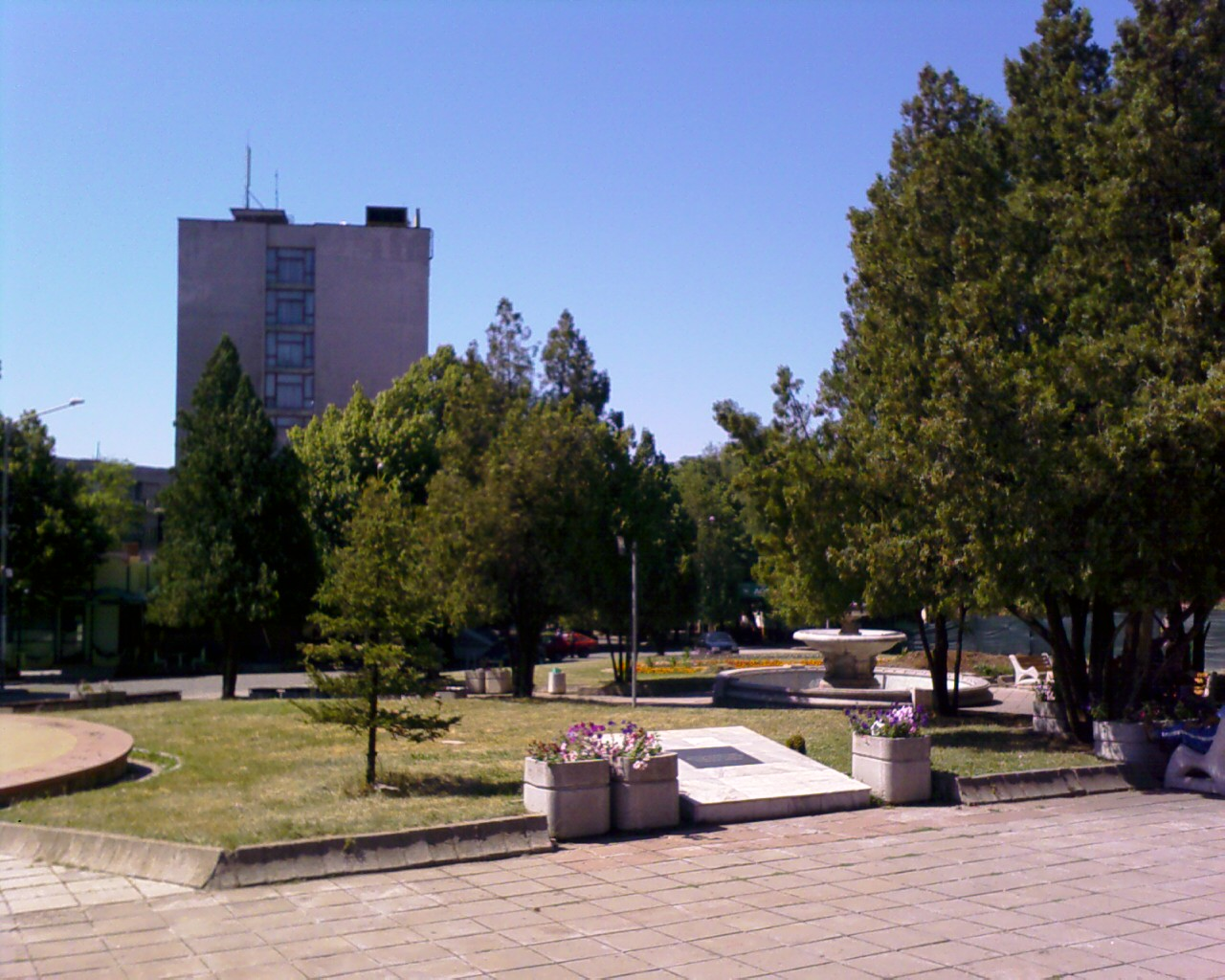
Vue du centre de Radomir

#### Informations
- (bg) Site officiel de Radomir
- (bg) Notice historique sur Radomir
- (bg) Photographies de Radomir

#### Données géographiques
- (en) Radomir